# Surales
Pour les articles homonymes, voir Sural.
Les surales est le nom donné à un paysage qui se situe dans les llanos de l'Orénoque, en Colombie et au Venezuela. S'étendant sur 75 000 km2, ce paysage est constitué de monticules de terre formés par des vers de terre géants du genre Andiorrhinus kuru (en), de la famille des Glossoscolecidae.

## Description
Les premières descriptions des surales remontent aux années 1940, leur écologie demeurant méconnue jusqu'en 2016. Une étude approfondie de ces écosystèmes est alors réalisée par une équipe de scientifiques européens et sud-américains. Les scientifiques travaillent dans un premier temps sur l'étendue de ce paysage à l'aide de photographies aériennes prises à partir d'un drone conçu par l'Institut de recherche pour le développement et d'images satellite via Google Earth. Selon Doyle McKey, enseignant-chercheur en écologie au centre d'écologie fonctionnelle et évolutive (CEFE) de Montpellier et coauteur de l'article sur les surales, ces formations paysagères s'étendent sur une superficie de 75 000 km2.
Situés dans les llanos de l'Orénoque qui sont de vastes étendues de terres inondables, les surales sont des  monticules de terre agencés de façon régulière. Les images aériennes et spatiales, réalisée lors de l'étude en 2016, ont révélé que les surales ne présentent pas tous la même physionomie d'un secteur à l'autre. La taille des monticules est relativement constante localement tandis que leur diamètre et leur hauteur varient beaucoup d'un site à l'autre, selon le stade de développement dans la formation et la croissance des surales. En même temps que les surales augmentent en taille, le fossé qui les entoure devient plus profond, ce qui rend difficile la formation d'une nouvelle butte dans leur voisinage immédiat. Par ailleurs, Doyle McKey précise que « lorsque des buttes déjà initiées se situent à proximité les unes des autres, le bassin qui les sépare se comble peu à peu et ces buttes finissent par se rejoindre pour former une sorte de dôme composite pouvant atteindre 2 mètres de haut pour 5 mètres de diamètre ».

## Formation
Jusqu'en 2016, les quelques chercheurs à s'être intéressés aux surales attribuaient leur formation à l'action de l'érosion de l'Orénoque,. Puis, une équipe de chercheurs montre pour la première fois qu'il n'en est rien, leurs travaux révélant que ces monticules résultent de l'intense activité d'une espèce de ver de terre, du genre Andiorrhinus kuru (en), qui peut dépasser 1,5 mètre de long. Ainsi, selon Doyle McKey, « ces vers de terre ont besoin de vivre dans des milieux humides, mais il leur faut malgré tout respirer. Chaque individu emprunte toujours les mêmes galeries amenant au même point de contact avec l'air où ils déposent leurs fèces, lesquelles s'entassent pour former petit à petit un talus ».
Les monticules résultent de la fusion progressive de petites « tours » individuelles, faites chacune par un ver de terre. Le ver de terre se nourrit du « sol riche en matière organique des macrophytes aquatiques dans ces plaines inondées ». Dans cette organisation, les vers de terre « transportent le sol dans des tours parce qu’il faut qu’ils arrivent à la surface pour respirer ». Par la répétition de cette action, « les tours forment des buttes » de plus en plus grandes, parvenant parfois à fusionner sous la forme de dômes plus grands encore. L'élément clef de cette organisation semble donc être le besoin d'oxygène, puisque c'est la répétition du mouvement permettant au ver de terre de respirer qui est à l'origine de ces structures.
Doyle McKey fait le parallèle entre ces structures et d'autres, notamment des buttes similaires construites par des termites dans les llanos du Beni (es) en Bolivie. Il fait également le parallèle avec des structures anthropiques, comme les champs surélevés des régions côtières de Guyane, zones cultivables abandonnées il y a plus de 500 ans.